# Nogometni Klub Zavrč
Il Nogometni Klub Zavrč è una società calcistica slovena con sede nella città di Zavrč.
Fondato nel 1998, il club nel 2013 milita nella Prva slovenska nogometna liga.

## Rosa 2015-2016
| N. |                     | Ruolo | Calciatore       |
| -- | ------------------- | ----- | ---------------- |
| 1  | Croazia (bandiera)  | P     | Dominik Picak    |
| 4  | Croazia (bandiera)  | C     | Lovro Cvek       |
| 5  | Croazia (bandiera)  | D     | Davor Rogač      |
| 8  | Croazia (bandiera)  | C     | Dejan Polic      |
| 9  | Spagna (bandiera)   | C     | Albert Riera     |
| 10 | Croazia (bandiera)  | C     | Dejan Glavica    |
| 11 | Slovenia (bandiera) | C     | Jure Matjašič    |
| 12 | Croazia (bandiera)  | P     | Matija Kovačić   |
| 13 | Croazia (bandiera)  | D     | Sebastijan Antić |
| 14 | Spagna (bandiera)   | D     | Aitor Ruano      |
| 17 | Slovenia (bandiera) | A     | Rok Zorko        |
| 18 | Croazia (bandiera)  | D     | Toni Datković    |

| N. |                                 | Ruolo | Calciatore         |
| -- | ------------------------------- | ----- | ------------------ |
| 19 | Bosnia ed Erzegovina (bandiera) | A     | Zlatan Muslimović  |
| 20 | Croazia (bandiera)              | D     | Mateo Mužek        |
| 21 | Croazia (bandiera)              | P     | Sasa Dreven        |
| 23 | Slovenia (bandiera)             | C     | Aleks Pihler       |
| 28 | Croazia (bandiera)              | C     | Patrik Tudjan      |
| 33 | Croazia (bandiera)              | D     | Ivan Novoselec     |
| 35 | Austria (bandiera)              | D     | Stefan Petrovic    |
| 73 | Albania (bandiera)              | C     | Francesco Tahiraj  |
| 91 | Slovacchia (bandiera)           | P     | Pavol Bajza        |
| 94 | Montenegro (bandiera)           | C     | Veljko Batrović    |
| 99 | Croazia (bandiera)              | C     | Ed Kevin Kokorović |

## Palmarès

### Competizioni nazionali
- Tretja slovenska nogometna liga: 3

2004-2005, 2006-2007, 2011-2012
- 4.SNL: 1

2010-2011
- 5.SNL: 1

2009-2010
- 6.SNL: 1

2008-2009

### Altri piazzamenti
- Coppa di Slovenia:

Semifinalista: 2015-2016